# 2023年非洲运动会网球比赛
2023年非洲运动会网球比赛是2023年非洲运动会的一个项目，于2024年3月15日至23日在加纳阿克拉的博尔泰曼体育中心举行，场地为室外硬地。
男女单打的金牌获得者（且世界排名在2024年6月10日保持在前400名）可以直接获得参加在法国巴黎举行的2024年夏季奥林匹克运动会网球比赛的资格。女子单打金牌得主安吉拉·奥库依托和银牌得主拉米斯·阿尔侯赛因·阿卜杜勒·阿齐兹若在截止日前无法进入世界排名前400，那么铜牌得主玛雅·谢里夫将无需考虑世界排名而获得直接入围的资格。

## 金牌获得者

### 男子项目
| 项目     | 金牌                                     | 银牌                                      | 铜牌                                      |
| 男子单打 | 莫伊兹·埃沙尔吉 · 突尼斯（TUN）          | 本杰明·洛克 · 津巴布韦（ZIM）             | 穆罕默德·萨夫瓦特 · 埃及（EGY）           |
| 男子单打 | 莫伊兹·埃沙尔吉 · 突尼斯（TUN）          | 本杰明·洛克 · 津巴布韦（ZIM）             | 阿齊茲·杜加茲 · 突尼斯（TUN）             |
| 男子双打 | 突尼斯 · 阿齊茲·杜加茲 · 斯坎德尔·曼苏里 | 津巴布韦 · 本杰明·洛克 · 考特尼·约翰·洛克 | 突尼斯 · 莫伊兹·埃沙尔吉 · Mohamed Ouakaa |
| 男子双打 | 突尼斯 · 阿齊茲·杜加茲 · 斯坎德尔·曼苏里 | 津巴布韦 · 本杰明·洛克 · 考特尼·约翰·洛克 | 埃及 · Fares Zakaria · 穆罕默德·沙夫沃特  |
| 男子团体 | 突尼斯                                   | 埃及                                      | 科特迪瓦                                  |

### 女子项目
| 项目     | 金牌                                | 银牌                                            | 铜牌                                                     |
| 女子单打 | 安吉拉·奥库依托 · （KEN）           | 拉米斯·阿尔侯赛因·阿卜杜勒·阿齐兹 · 埃及（EGY） | 玛雅·谢里夫 · 埃及（EGY）                                |
| 女子单打 | 安吉拉·奥库依托 · （KEN）           | 拉米斯·阿尔侯赛因·阿卜杜勒·阿齐兹 · 埃及（EGY） | 桑德拉·萨米尔 · 埃及（EGY）                              |
| 女子双打 | 埃及 · Merna Refaat · 桑德拉·萨米尔 | · 安吉拉·奥库依托 · Cynthia Cheruto             | 尼日利亚 · Divine Dasam Nweke · 巴拉卡特·奧因洛莫·誇德雷 |
| 女子双打 | 埃及 · Merna Refaat · 桑德拉·萨米尔 | · 安吉拉·奥库依托 · Cynthia Cheruto             | 埃及 · 拉米斯·阿尔侯赛因·阿卜杜勒·阿齐兹 · 玛雅·谢里夫   |
| 女子团体 | 埃及                                | 尼日利亚                                        | 摩洛哥                                                   |

## 奖牌榜
*   主办国家/地区
| 排名                     | 国家 / 地区              | 金牌 | 銀牌 | 銅牌 | 总计 |
| ------------------------ | ------------------------ | ---- | ---- | ---- | ---- |
| 1                        | 突尼斯                   | 3    | 0    | 3    | 6    |
| 2                        | 埃及                     | 2    | 2    | 4    | 8    |
| 3                        |                          | 1    | 1    | 0    | 2    |
| 4                        | 津巴布韦                 | 0    | 2    | 0    | 2    |
| 5                        | 尼日利亚                 | 0    | 1    | 1    | 2    |
| 6                        | 科特迪瓦                 | 0    | 0    | 1    | 1    |
| 6                        | 摩洛哥                   | 0    | 0    | 1    | 1    |
| 总计（共7个国家 / 地区） | 总计（共7个国家 / 地区） | 6    | 6    | 10   | 22   |